# Strana (Buzet)
Pour les articles homonymes, voir Strana.
Strana (en italien : Strana) est une localité de Croatie située en Istrie, dans la municipalité de Buzet, dans le comitat d'Istrie. En 2001, la localité comptait 49 habitants.

## Démographie
| 1948 | 1953 | 1961 | 1971 | 1981 | 1991 | 2001 |
| ---- | ---- | ---- | ---- | ---- | ---- | ---- |
| 145  | 120  | 89   | 64   | 54   | 43   | 49   |